# El Morell
El Morell è un comune spagnolo di 2 704 abitanti situato nella comunità autonoma della Catalogna.